# Koza (Cameroun)
Pour les articles homonymes, voir Koza (homonymie).
Koza est une commune du Cameroun, chef-lieu de l’arrondissement du même nom, située dans le département de Mayo-Tsanaga et la région de l'Extrême-Nord, à proximité de la frontière avec le Nigeria.

## Population
Lors du recensement de 2005, la commune comptait 81 076 habitants, dont 9 723 pour Koza Ville.
La commune est à majorité chrétienne et compterait près de 120 000 habitants.
Les principaux groupes ethniques qui s'y trouvent sont : Mandara, Mineo, Mafa, Bornoua, Guemdjeks.

## Structure administrative de la commune

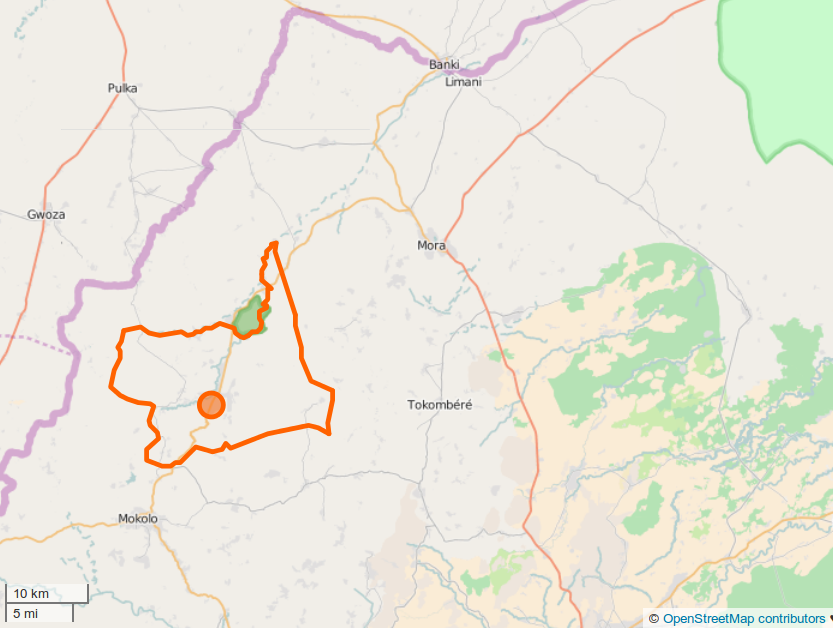
Limite communale

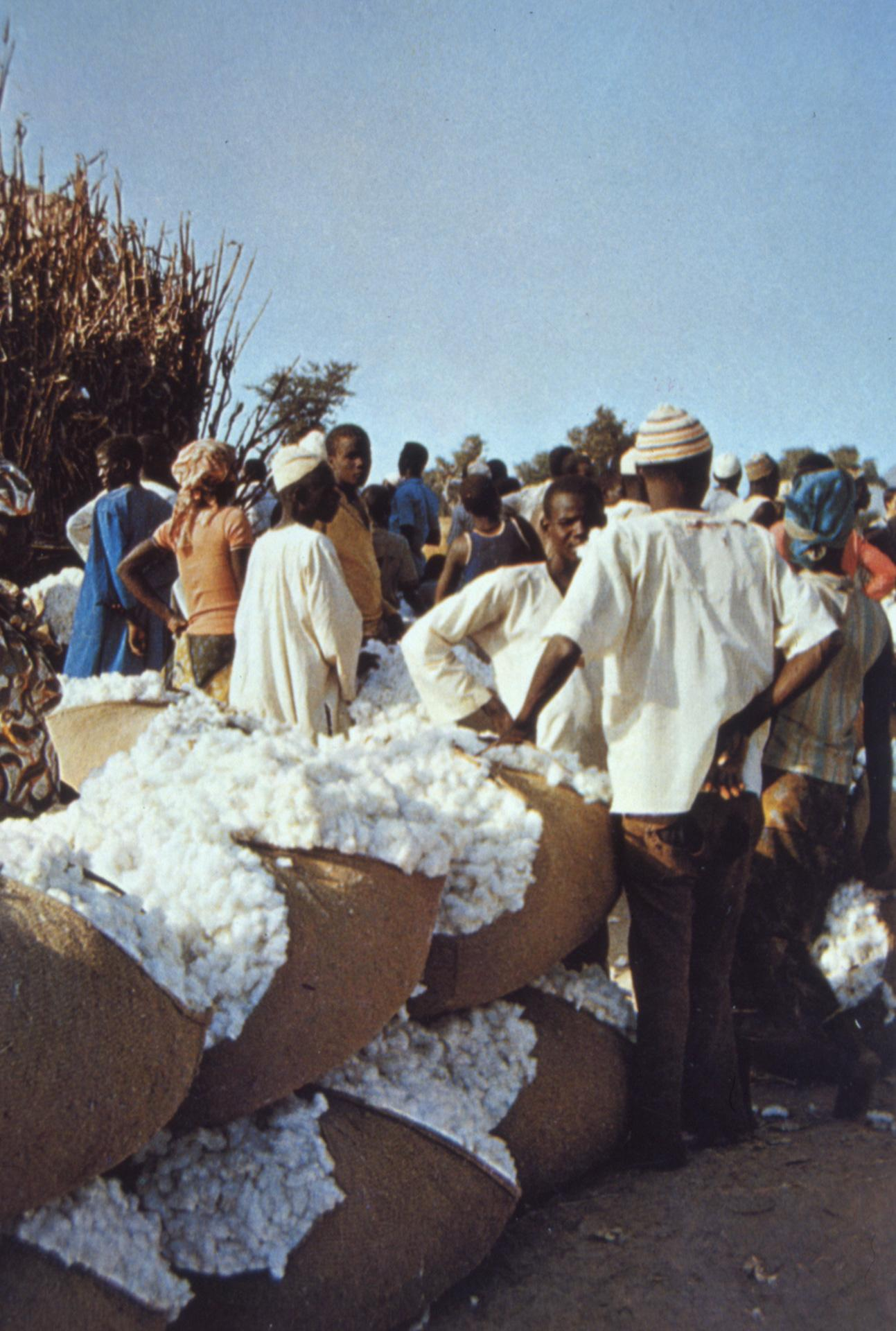
Vente de coton sur le marché de Koza, en 1992.

Outre Koza proprement dit, la commune comprend notamment les villages suivants :
- Bigdé
- Djingliya
- Gabass
- Gaboua
- Gaivoukida
- Galdala
- Gouzda
- Guedjélé
- Hirché
- Houva
- Kilda
- Makandai
- Maltamaya
- Mawa
- Mbardam
- Modoko
- Morgoa
- Moulaï
- Moutchikar
- Mazi
- Ngjengué
- Oulad
- Tendéo
- Ziler

## Économie
La ville possède des bornes d’approvisionnement en eau. Les villages alentour ne sont pas connectés à l'eau courante, ce qui a un impact sur la scolarité des enfants qui doivent parcourir des dizaines de kilomètres pour approvisionner leurs familles en ration quotidienne d'eau.

## Personnalités liées à la commune
- Georges Vandenbeusch, prêtre Fidei donum français, enlevé à Koza.